# Dossenus marginatus
Dossenus marginatus là một loài nhện trong họ Trechaleidae.
Loài này thuộc chi Dossenus. Dossenus marginatus được Eugène Simon miêu tả năm 1898.